# 南京条約
南京条約（ナンキンじょうやく）とは、1842年にアヘン戦争（第一次アヘン戦争）を終結させるため、清とイギリスの間で結ばれた講和条約。江寧条約（こうねいじょうやく）ともいう。

## 概要
1842年8月29日（道光22年7月24日）、イギリス海軍戦列艦コーンウォリス艦上で調印された条約である。
イギリス側から貿易監督官ヘンリー・ポッティンジャー、清国側から欽差大臣便宜行事の耆英、両江総督部堂の牛鑑、江蘇巡撫院の程矞采、乍浦副都統紅帯子の伊里布が調印した。

## 条約の内容
1. 香港島のイギリスへの割譲（舟山と厦門は賠償金の支払い後に返還）[2]
2. イギリス人の広州、厦門、福州、寧波、上海の居住権の承認とこれら5項の開港及びイギリス領事の居住[2]
3. 公行の廃止[2]
4. 賠償金2,100万ドルの支払い（うち最初の600万ドルの支払いまで南京封鎖）[2]

なお、最初の賠償金600万ドルについては、雨と湿気による環境悪化によりイギリス軍に死者や罹患者が続出したためポッティンジャーはその到着を待たずに大半の艦隊を南京から撤退させ、600万ドルの積み込みによって全艦隊が撤退したのは10月12日のことである。

## 附属協定
その後、南京条約の附属協定として「五口通商章程」と「虎門寨追加条約」（1）領事裁判権（治外法権）（2）片務的最恵国待遇（3）協定関税（関税自主権喪失）（不平等条約）が締結された。
この条約により、それまで強い制限下でヨーロッパとの交易を広州1港で行っていた体制「広東システム」が終結した。
1860年に九龍が租借圏に加えられ、ハチソン・ワンポアのルーツとなった。